# Riccardo Malipiero (Cellist)
Riccardo Malipiero (* 1886 in Venedig; † 1975 in Ronchi di Massa) war ein italienischer Cellist und Musikpädagoge.
Malipieri war Erster Cellist im Orchester der Mailänder Scala. Mit Michelangelo Abbado gründete er ein Streichquartett, das von 1927 bis 1934 bestand. Von 1933 bis 1960 war er Direktor des Liceo Musicale "Vincenzo Appiani" in Monza. Als Komponist sehr bekannt wurde sein gleichnamiger Sohn Riccardo Malipiero.